# Skladatelj
Skladatelj ili kompozitor, odnosno skladateljica ili kompozitorica (lat. compositor = sastavljač), naziv je za umjetnika koji stvara, odnosno „sklada”, „sastavlja” glazbu slažući tonove, melodije i harmonije u glazbene oblike stvarajući tako vlastitu skladbu (kompoziciju).

## O skladanju glazbe
Skladatelj zamišlja glazbenu umjetninu i notira je. Zato mora poznavati sve tajne zanata, odnosno mora u što je moguće većoj mjeri vladati znanjem o glazbi, koje se uvriježeno naziva njezinom teorijom. U zapisu glazbene umjetnine skupljeno je sve skladateljevo glazbeno znanje i iskustvo, a svaka skladba nosi i pečat svojega vremena i okruženja, raspoloženja, duhovnoga stanja, razmišljanja, stvarnih ili izmišljenih događaja; skladba je proživljaj ili slutnja, a možda i navještaj ili razotkrivanje neobjašnjiva sebe. ↓1 Svojim djelom stvaralac nadilazi sâm sebe, govori drugim ljudima i obogaćuje stvarnost nečim što bez njega i prije njega nije postojalo. U tom je smislu kompozitor »stvaralac«, a njegovo djelo proizvod društvenog čovjeka, koji svojim djelom potvrđuje svoje društveno biće jer u njemu ne izražava samo svoje »Ja« nego i svoje »Mi«. ↓2 Kako skladatelj piše glazbu? Ovo pitanje često postavljaju ljudi koji o glazbi ne znaju mnogo. Oni osjećaju da u njoj ima svojevrsne misterije koju laici, ma koliko se trudili, ne mogu spoznati. ↓3 U svijesti čovjeka u kojega je priroda usadila dar muzičkog stvaranja pojavi se – izazvana kakvom vanjskom pobudom, ali i bez nje – jedna muzička misao, različita opsega i oblika: ponekad svega nekoliko tonova, ali u karakterističnom odnosu, ponekad čitava melodija. (...) »Gdje uzimam svoje ideje?« – kaže Beethoven – »Ne bih to mogao sa sigurnošću reći. One dolaze same od sebe.« Ta muzička misao, tih nekoliko tonova koji se u autoru jave, izazvani ili netraženi, to je prvotna građa, sirovina koju ponajčešće kompozitor dalje dotjeruje i na kojoj izgrađuje svoje djelo. ↓4

## Svjedočanstva skladatelja
Wolfgang Amadeus Mozart: »Kad sam dobro raspoložen, sasvim prepušten sebi, sâm, a duša mi je mirna i zadovoljna, kad sam, na primjer, na putu, u ugodnoj kočiji ili kad šećem nakon dobra ručka ili kad noću ležim, a nisam pospan, tada mi misli dolaze i nude se mom duhu u velikom broju. One koje mi se dopadnu zadržim i čak ih pjevuckam (tako mi barem drugi kažu). Reći otkuda i kako mi dolaze čini mi se nemoguće. Sigurno je to da ih ne mogu dozvati kad hoću.« ↓5
Ludwig van Beethoven: »Ja nosim dugo, često vrlo dugo, svoje misli u sebi prije no što sjednem da ih zabilježim. (...) Kad bi me netko upitao otkuda mi ideje dolaze, tada bih mogao odgovoriti da mi to samome nije jasno; one dolijeću odnekud, salijeću me u tako snažnom i tako jasnom obliku da mi se čini kao da ih mogu dohvatiti rukom. (...) One zuje, zvone, zvuče, šume, grme sve dok se konačno ne pretvore u tonove i u sitne note.« ↓6
Claude Debussy: »Mnogi oko mene ne mogu shvatiti da ja nikada neću moći živjeti u svakodnevnom stvarnom i ljudskom svijetu. Stoga imam nezadrživu potrebu bijega od samoga sebe, odlazeći u avanturu koja se čini neobjašnjivom jer me, zapravo, nitko ne poznaje. Pa ipak, taj nepoznati dio je možda najbolji dio mene kao čovjeka! U svakom slučaju, umjetnik je – već i po definiciji – netko naviknut na život u snovima i priviđenjima.« ↓7
Milko Kelemen: »Mene osobno putovanja u daleke zemlje neobično stimuliraju u komponiranju. Možda zvuči smiješno, ali kad sam na području Amazone, u prašumi, vidio da postoji vrsta rajčica koja raste na visokom drveću, ili da cvatu tulipani, epifiti na krošnjama stabala seiba, ili da se na tržnici u La Pazu (Bolivija) prodaju potpuno bijeli krumpiri, došao sam na ideju da bih od istrošenih, konfekcijskih muzičkih formula koje nažalost prečesto nalazimo u Novoj muzici, mogao stvoriti neobične muzičke strukture i nove artikulacije tonaliteta. (...) Katkada zamišljam da moram pisati muziku koja virtuelno počinje na moru, zatim prelazi u planine, pa onda dolazi jezero, te pustinja, onda močvara, velika rijeka, šuma, velegrad, ocean, sante leda, otočić... a sve se to nalazi u jednoj velikoj formi koja je kugla, naš planet.« ↓8
Igor Stravinski: »Osobno se užasavam osjećaja, kad započinjem s radom i nalazim se pred beskonačnim mogućnostima koje mi se nude, da mi je sve dopušteno. (...) Hoću li se izgubiti u ponoru slobode? Za što da se uhvatim kako bih odagnao vrtoglavicu koja me spopada pred mogućnošću te beskonačnosti? Međutim, neću se prepustiti. Nadići ću svoj užas, obodren mišlju da na raspolaganju imam sedam tonova ljestvice i njihove kromatske intervale, jake i slabe naglaske nadohvat ruke, te da mi sve to pruža solidne i konkretne elemente koji mi nude polje iskustva jednako široko kao i uznemirujuća i vrtoglava beskonačnost koja me upravo užasnula. U tom ću se polju ukorijeniti, posve uvjeren da mi kombinacije koje raspolažu s dvanaest tonova u svakoj oktavi i svim mogućim ritmičkim razlikama obećaju blaga koja sva aktivnost ljudskog genija nikada neće iscrpsti.« ↓9

## Najutjecajniji skladatelji klasične (ozbiljne) glazbe
Najutjecajniji skladatelji svih vremena zasigurno su Wolfgang Amadeus Mozart i Ludwig van Beethoven. Mozart je skladao 41 simfoniju (prema Köchelovu katalogu više od 600 skladbi), a Beethoven ukupno oko 108 skladbi, simfonija, sonata te drugih vokalnih i vokalno-instrumentalnih djela. Uz njih su još poznati: Johann Sebastian Bach, Franz Schubert, Richard Wagner, Petar Iljič Čajkovski i Giuseppe Verdi, .

| Skladatelji                      | Narodnost, godina           | Važnija djela                                                   |
| -------------------------------- | --------------------------- | --------------------------------------------------------------- |
| Guillaume Dufay                  | Flamanac, oko 1400. – 1474. | Crkvena glazba i svjetovna djela                                |
| Giovanni Pierluigi da Palestrina | Talijan, 1525. - 1594.      | Prva knjiga misâ, Misa pape Marcela                             |
| William Byrd                     | Englez, 1543. – 1623.       | Crkvena glazba za žičane i instrumente s tipkama, Madrigali     |
| Claudio Monteverdi               | Talijan, 1567. – 1643.      | Orfej, Vespere                                                  |
| Heinrich Schütz                  | Nijemac, 1585. – 1672.      | Symphoniae Sacrae                                               |
| Antonio Vivaldi                  | Talijan, 1678. – 1741.      | Četiri godišnja doba                                            |
| Johann Sebastian Bach            | Nijemac, 1685. – 1750.      | Brandenburški koncerti, Muka po Mateju                          |
| Joseph Haydn                     | Austrijanac, 1732. – 1809.  | Londonska simfonija I. i II.                                    |
| Wolfgang Amadeus Mozart          | Austrijanac, 1756. – 1791.  | Klavirski koncerti u C-duru i d-molu, Figarov pir, Don Giovanni |
| Ludwig van Beethoven             | Nijemac, 1770. – 1827.      | Simfonije br. 3, br. 5, br. 9                                   |
| Franz Schubert                   | Austrijanac, 1797. – 1828.  | Klavirski koncert u A-duru, Nedovršena somfonija                |
| Frederic Chopin                  | Poljak, 1810. – 1849.       | Preludiji                                                       |
| Richard Wagner                   | Nijemac, 1813. – 1883.      | Ukleti Holandez, Prsten Nibelunga                               |
| Giuseppe Verdi                   | Talijan, 1813. – 1901.      | Aida, Requiem, Otello                                           |
| Petar Iljič Čajkovski            | Rus, 1840.                  | Klavirski koncert br. 1, Labuđe jezero                          |
| Claude Debussy                   | Francuz, 1862. – 1918.      | Preludij za Faunovo poslijepodne, Pelleas i Melisande, Images   |
| Igor Stravinski                  | Rus, 1882. – 1971.          | Žar-ptica, Posvećenje proljeća                                  |

## O autorskim pravima
U Općoj deklaraciji o pravima čovjeka Ujedinjenih naroda iz 1948. godine, čl. 27/2 piše:
Temelj zaštite autorskih, u ovom konkretnom slučaju skladateljskih prava u Republici Hrvatskoj je Zakon o autorskom pravu i srodnim pravima (NN br. 167/2003.). ZAMP je stručna služba Hrvatskoga društva skladatelja koja, temeljem ovlaštenja Državnoga zavoda za intelektualno vlasništvo, djelotvorno štiti skladatelje i njihova autorska prava u Hrvatskoj, ali i u svijetu. Ta djelatnost podrazumijeva i izdavanje odobrenja za sve vrste javne uporabe glazbe, odnosno glazbenih djela na području Republike Hrvatske, ubiranje autorskih naknada, raspodjelu prikupljenih sredstava autorima u obliku autorskih honorara te iznajmljivanje notnih materijala za izvedbe ili snimanja djela domaćih i stranih autora.